# Lucas Acevedo
Lucas Javier Acevedo (Justiniano Posse, Córdoba, Argentina, 8 de noviembre de 1991) es un futbolista argentino que juega como defensor en el Deportivo Táchira de la Primera División de Venezuela.

## Trayectoria
Luego de un paso por las Inferiores de Newell's Old Boys, comenzó su carrera profesional en el Club Atlético Tiro Federal Argentino en el 2012. A los 16 años quedó libre de Newell's y en lugar de volver a su pueblo natal, Justiniano Posse, continuó su carrera como futbolista y se probó en Tiro Federal. Al superar las pruebas, empezó a jugar en cuarta división. A pesar de que su posición inicial fue la de centrocampista, fue adoptando lentamente el puesto de defensor. Se marchó de Tiro Federal luego de dos años con 32 partidos jugados durante dos temporadas en el Torneo Argentino A, tercera categoría del fútbol argentino.
A mediados de 2013, cuando por medio de un convenio pasó a formar parte de las filas del Club Atlético Rosario Central de la Primera División de Argentina firmando un contrato por 4 temporadas. Los dos clubes rosarinos poseían ambos el 50% de la ficha del jugador gracias a dicho acuerdo entre ambas partes. Jugó bastante en la División Reserva. Recién luego de un año se produjo su debut en el equipo profesional. Disputó 9 partidos marcando 2 goles y siendo expulsado en 2 oportunidades también (las dos contra Boca Juniors en La Bombonera). A pesar de haber tenido muchas oportunidades, nunca logró asentarse en el equipo titular, por lo que a principios de 2015 la dirigencia rosarina buscó cederlo a otro club para que tenga más continuidad.
El Club Atlético Nueva Chicago, que recientemente había ascendido a la Primera División, fue quien incorporó al defensor a su plantel a préstamo hasta diciembre de 2015. Acevedo llegó a Nueva Chicago para ser una pieza de recambio pero también para ganar continuidad. Hizo su debut en la primera fecha siendo titular en la derrota de su equipo frente a Belgrano de Córdoba por 3 a 1. Disputó 6 partidos y su equipo terminó descendiendo a la Primera B Nacional.
Finalizado su préstamo, tuvo que volver a Rosario Central en enero de 2016, aunque volvió a ser cedido a préstamo, esta vez al Club Sportivo Estudiantes de la Primera B Nacional, segunda división del fútbol argentino. En su debut, marcó un gol en la victoria de su equipo frente al clásico rival, Juventud Unida Universitario.

### Su paso por San Martín de Tucumán
Fue determinante en el ascenso desde la B Nacional a la Primera división.Lucas fue calificado como el mejor jugador del santo en la Superliga 2019 de Argentina aún perdiendo la categoría. Le convirtió goles a  Gimnasia y Esgrima La Plata, Atlético Tucumán, Lanús y Tigre. También convirtió por la Copa de la Superliga Argentina a Unión de Santa Fe. Fue el primer traspaso del santo tucumano en mucho tiempo más allá de que Colón, dueño ahora de su pase solo haya pagado la Rescisión.

### Atromitos de Atenas
Luego de un paso por C. A. Colón, se marchó al Atromitos de Atenas hasta junio de 2024.

## Estadísticas
| Club                       | Div.          | Temporada     | Liga  | Liga  | Copas nacionales | Copas nacionales | Torneos internacionales | Torneos internacionales | Total | Total | Media goleadora |
| Club                       | Div.          | Temporada     | Part. | Goles | Part.            | Goles            | Part.                   | Goles                   | Part. | Goles | Media goleadora |
| -------------------------- | ------------- | ------------- | ----- | ----- | ---------------- | ---------------- | ----------------------- | ----------------------- | ----- | ----- | --------------- |
| Tiro Federal (R) Argentina | 3.º           | 2011-12       | 5     | 0     | —                | —                | —                       | —                       | 5     | 0     | 0               |
| Tiro Federal (R) Argentina | 3.º           | 2012-13       | 27    | 1     | —                | —                | —                       | —                       | 27    | 1     | 0.04            |
| Tiro Federal (R) Argentina | Total club    | Total club    | 32    | 1     | 0                | 0                | 0                       | 0                       | 32    | 1     | 0.03            |
| Rosario Central Argentina  | 1.ª           | 2013-14       | 2     | 0     | 0                | 0                | 0                       | 0                       | 2     | 0     | 0               |
| Rosario Central Argentina  | 1.ª           | 2014          | 10    | 2     | 2                | 0                | 1                       | 0                       | 13    | 2     | 0.15            |
| Rosario Central Argentina  | Total club    | Total club    | 12    | 2     | 2                | 0                | 1                       | 0                       | 15    | 2     | 0.13            |
| Nueva Chicago Argentina    | 1.ª           | 2015          | 5     | 0     | 1                | 0                | —                       | —                       | 6     | 0     | 0               |
| Nueva Chicago Argentina    | Total club    | Total club    | 5     | 0     | 1                | 0                | 0                       | 0                       | 6     | 0     | 0               |
| Estudiantes (SL) Argentina | 2.ª           | 2016          | 20    | 1     | 1                | 0                | —                       | —                       | 21    | 1     | 0.05            |
| Estudiantes (SL) Argentina | Total club    | Total club    | 20    | 1     | 1                | 0                | 0                       | 0                       | 21    | 1     | 0.05            |
| Ferro Argentina            | 2.ª           | 2016-17       | 9     | 1     | 0                | 0                | —                       | —                       | 9     | 1     | 0.11            |
| Ferro Argentina            | otal club     | otal club     | 9     | 1     | 0                | 0                | 0                       | 0                       | 9     | 1     | 0.11            |
| Santamarina Argentina      | 2.ª           | 2016-17       | 23    | 2     | 1                | 0                | —                       | —                       | 24    | 2     | 0.08            |
| Santamarina Argentina      | Total club    | Total club    | 23    | 2     | 1                | 0                | 0                       | 0                       | 24    | 2     | 0.08            |
| San Martín (T) Argentina   | 2.ª           | 2017-18       | 25    | 2     | 0                | 0                | —                       | —                       | 25    | 2     | 0.08            |
| San Martín (T) Argentina   | 1.ª           | 2018-19       | 23    | 4     | 4                | 1                | —                       | —                       | 27    | 5     | 0.19            |
| San Martín (T) Argentina   | Total club    | Total club    | 48    | 6     | 4                | 1                | 0                       | 0                       | 52    | 7     | 0.13            |
| Colón Argentina            | 1.ª           | 2019-20       | 6     | 0     | 1                | 0                | 4                       | 0                       | 11    | 0     | 0               |
| Palestino · Chile          | 1.ª           | 20            | 24    | 1     | —                | —                | 3                       | 0                       | 27    | 1     | 0.04            |
| Palestino · Chile          | Total club    | Total club    | 24    | 1     | 0                | 0                | 3                       | 0                       | 27    | 1     | 0.04            |
| Colón Argentina            | 1.ª           | 2021          | —     | —     | 2                | 0                | —                       | —                       | 2     | 0     | 0               |
| Colón Argentina            | Total club    | Total club    | 0     | 0     | 2                | 0                | 0                       | 0                       | 2     | 0     | 0               |
| Platense Argentina         | 1.ª           | 2021          | 11    | 1     | —                | —                | —                       | —                       | 11    | 1     | 0.09            |
| Platense Argentina         | Total club    | Total club    | 11    | 1     | 0                | 0                | 0                       | 0                       | 11    | 1     | 0.09            |
| Colón Argentina            | 1.ª           | 2022          | 9     | 0     | 1                | 0                | 1                       | 0                       | 11    | 0     | 0               |
| Colón Argentina            | 1.ª           | 2023          | 6     | 0     | 1                | 0                | 0                       | 0                       | 7     | 0     | 0               |
| Colón Argentina            | Total club    | Total club    | 21    | 0     | 5                | 0                | 5                       | 0                       | 31    | 0     | 0               |
| Total carrera              | Total carrera | Total carrera | 205   | 15    | 14               | 1                | 9                       | 0                       | 222   | 16    | 0.07            |
| 1. 2. 3.                   |               |               |       |       |                  |                  |                         |                         |       |       |                 |

## Palmarés

### Campeonatos nacionales
| Título          | Club  | País      | Año  |
| --------------- | ----- | --------- | ---- |
| Copa de la Liga | Colón | Argentina | 2021 |